# Carlos René Aguilera Tamayo
Carlos René Aguilera Tamayo (Santiago de Cuba, Cuba; 29 de agosto de 1965) es un pintor, grabador y dibujante cubano. Códigos y nuevos temas se introducen sin descanso en su obra impregnada de una experimentación técnica ininterrumpida. Es miembro de la Unión Nacional de artistas de Cuba (UNEAC), ha realizado más de treinta exposiciones personales y participado en más de cien colectivas tanto en Cuba como en otros 16 países. En su extensa trayectoria ha recibido más de una veintena de premios nacionales e internacionales entre los que se destacan la Medalla de oro en la II y III Bienales Centroamericanas y del Caribe de Pintura (Santo Domingo, República Dominicana 1994 y 1996). Sus obras forman parte de 12 colecciones públicas entre las que se destacan la del Centro “Wifredo Lam”, el Museo “Emilio Bacardí”, el National Arts Club de New York, Casa de Las Américas, entre otras así como de innumerables privadas. 
Estudios realizados 
1984 Academia de Arte José Joaquín Tejada, Santiago de Cuba, Cuba.
1989 Universidad de las Artes Instituto Superior de Arte (ISA) Ciudad Habana, Cuba.

## Exposiciones personales
2016
- Recent Works, Nuance Gallery, Tampa, USA.
- Recent Works, Freshgore Studio, Philadelphia, USA.
- Cuban Art, a family workshop. Bellefonte Art Museum for Centre County, Bellefonte, PA. USA. Artista invitado, José Julián Aguilera.
- La posesión de la lluvia .Centro de Arte de Tulancingo, Hidalgo, México.
- Lo que traen las lunas. Centro de arte de Holguín.

2018
- Del cielo y la tierra. Galería Arte soy, Santiago de Cuba.
- Del cielo y la tierra. Centro Provincial de Artes Plásticas y diseño, Bayamo, Cuba.

1983 
- Exposición de grabados en la Biblioteca Elvira Cape, Santiago de Cuba.

2000 
- Intercambios en la Universidad de Wisconsin, Madison, Wisconsin, EE. UU..

2002 
- Nuevas tradiciones. Galería La Acacia, La Habana, Cuba.

## Exposiciones colectivas
En una selección de sus exposiciones colectivas figuran:
- En 1975 Solidaridad con Chile. Galería UNEAC, Santiago de Cuba.
- En 1991 Interiores (colateral a la IV Bienal de La Habana). Centro de Desarrollo de las Artes Visuales, La Habana, Cuba.
- En 1994 "Entornos y Circunstancias". Quinta Bienal de La Habana Museo Nacional de Bellas Artes y Segunda Bienal de Pintura del Caribe y Centroamérica. Museo de Arte Moderno, Santo Domingo, República Dominicana.
- En 1999 participó en "Homenaje a Vallejo". Centre Culturel "Pablo Neruda", París, Francia.

## Premios y reconocimientos
2013
- Residencia artística en Saint Catharines y Hamilton, Ontario, Canadá. abril-mayo.

2012
- Beca de intercambio otorgada por el Consejo Danés para las Artes Copenhague, Dinamarca.

2011
Sello por el 25 aniversario de la Asociación Hermanos Saiz. Cuba.
2010
- Premio Salón Oriente de la UNEAC, (salón territorial de Camagüey a Guantánamo) Museo Emilio Bacardí, Santiago de Cuba

2008
- Seleccionado a participar en la Bienal de Leones en la ciudad de Lion, Francia.

2006
- Primer Premio VII Salón de Arte Religioso, Santiago de Cuba, Premio de la Comisión Diocesana para la Cultura, y Primer premio de la Delegación Claretiana para las Antillas.

2005
- Mención en Grabado, Salón Nacional de Artes Plásticas, Cienfuegos, Cuba.

2004
- Mención Salón de la Ciudad, Galería Oriente, Santiago de Cuba, Cuba.

2003
- Distinción por la Cultura Nacional, La Habana, Cuba

2002
- Placa José María Heredia, Santiago de Cuba, Cuba.

1996
- Medalla de Oro, Tercera Bienal Centroamericana y del Caribe, Santo Domingo, República Dominicana.

1995
- Artistas en residencia, Altos de Chavón, República Dominicana.

1994
- Medalla de Oro, Segunda Bienal Centroamericana y del Caribe de Pintura, Santo Domingo, República Dominicana.
- Mención de la Asociación Dominicana de Críticos de Arte.

## Obras en colección
Sus principales colecciones se encuentran expuestas en:
- El Center for Cuban Studies, Nueva York, Estados Unidos
- El Centro Wifredo Lam, La Habana, Cuba
- La Fundación Cultural Altos de Chavón, República Dominicana
- La Galería de Arte Universal, Santiago de Cuba, Cuba
- El Hotel Santiago, Santiago de Cuba, Cuba
- El Instituto de Cultura Huilense, Neiva, Colombia
- El Museo de Arte Moderno, Santo Domingo, República Dominicana
- El Museo Emilio Bacardí, Santiago de Cuba, Cuba
- The National Art Club, Nueva York, Estados Unidos
- Consejo Nacional de las Artes Plásticas. La Habana, Cuba.
- Gadra Enterprises Collection. Canadá.
- Seminario San Basilio el Magno, Santiago de Cuba.
- Instituto de Cultura Física, Santiago de Cuba.
- Fundación Caguayo, Santiago de Cuba.
- Delegación provincial de Cultura, Santiago de Cuba.